# BBC 프롬스

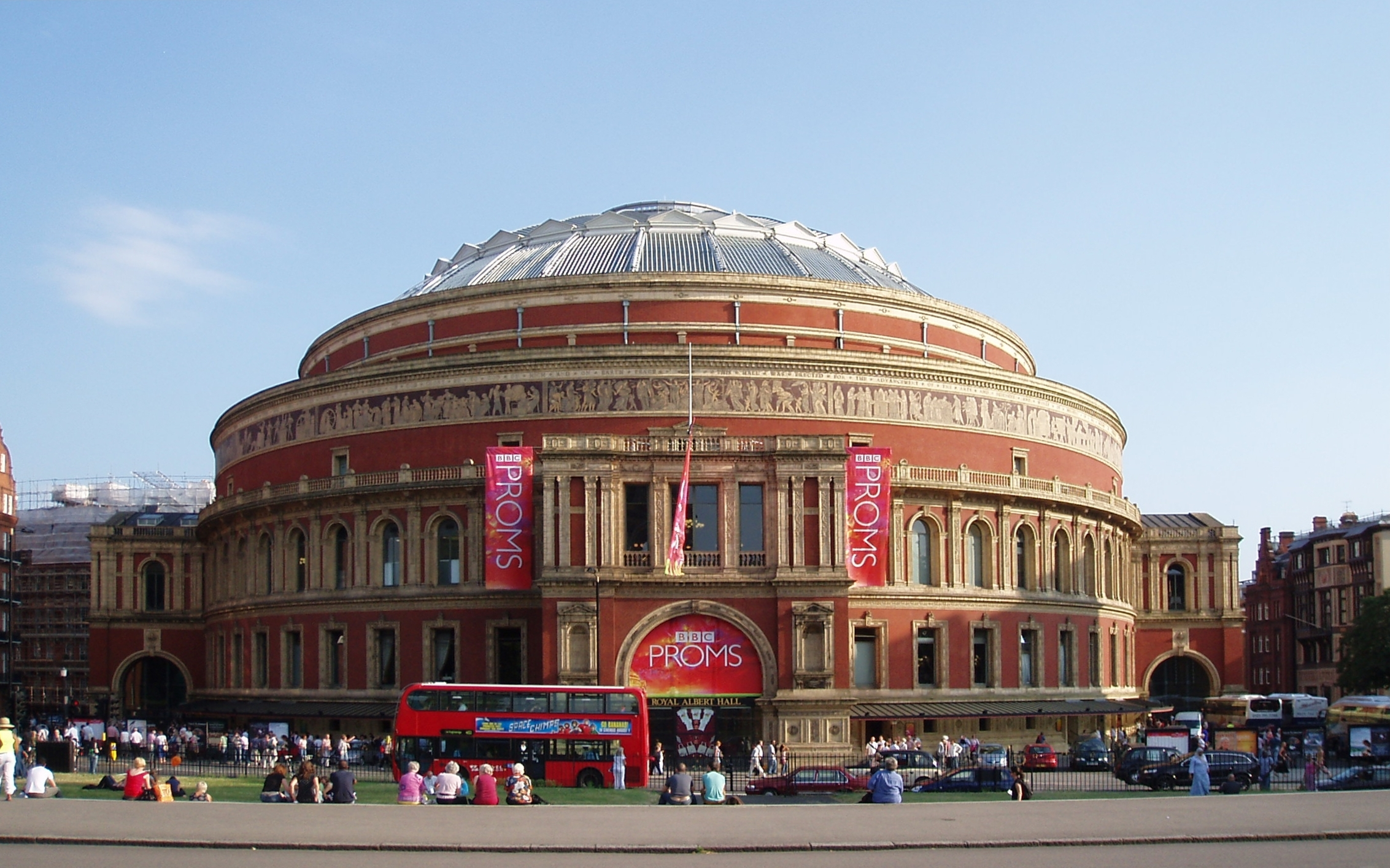
2008년 로얄 알버트 홀

BBC 프롬스(영어: BBC Proms)는 영국의 대표적인 음악 축제이며, 세계적인 클래식 페스티벌로 유명하다. BBC가 주최를 하고 있다. 2025년 제131 시즌째를 맞는 더 프롬스는 매해 7월 중순에서 9월 중순까지 영국에서 열리는 90여개 콘서트 시리즈다. 1895년 런던 퀸스 홀에서 첫 시즌을 진행하였으며, 1941년 제47 시즌부터는 로얄 알버트 홀로 개최 장소를 변경하였다. 영국인들은 물론 세계 음악 팬들의 사랑을 받는 클래식 음악 축제다.
모든 시즌의 마지막 공연은 '라스트 나이트'(Last Night)라고 알려진 특별 공연으로, 영국의 애국적인 음악인 에드워드 엘가의 희망과 영광의 땅이나 룰 브리타니아등이 공연되는 것이 관례이다.

## 같이 보기
- BBC 라디오 3